# ハーバー・フロント
ハーバーフロント（HarbourFront）は、シンガポールの地名。主にインドネシアのバタム島などへの高速フェリーのほか、貿易港（貨物船）がある。また、セントーサ島への入り口でもある。

## 概要
ハーバーフロントにはハーバー・フロント駅があり、MRT北東線、MRT環状線が通っている。また、駅の近くにvivo city(ビボシティ)という巨大なショッピングモールがあり、その最上階からセントーサ・エクスプレスが通っている。
他の駅からだと無料なので節約したい場合は歩くこともできる。ただし、歩く場合は熱中症対策に気をつけなければならない。それはセントーサ島は赤道に近いため、特に注意である。